# Gamage Point
Gamage Point är en udde i Antarktis. Den ligger i Västantarktis. Argentina, Chile och Storbritannien gör anspråk på området.
Terrängen inåt land är platt söderut, men åt nordost är den kuperad. Havet är nära Gamage Point åt sydväst. Trakten är glest befolkad. Närmaste befolkade plats är Palmer Station, 0,57 kilometer norr om Gamage Point. 